# Emérita Lúdica
Emerita Lvdica es un festival de recreación histórica sobre el mundo romano celebrado anualmente en el mes de mayo en la ciudad de Mérida (España). Fue declarada fiesta de Interés Turístico Regional de Extremadura en 2022 y en la edición de 2024 contó con más de 130 000 visitantes. La XV edición del festival se celebra del 19 al 25 de mayo de 2025.

## Denominación
El nombre del festival deriva de la denominación de la ciudad en Mérida en época romana «Augusta Emerita», a la que se añade el epíteto «Lúdica» (del Latín «ludi», juegos) por el carácter festivo del mismo.

## Contenido
El festival tiene como objetivo principal la divulgación del conocimiento de la Edad Antigua en época romana. En él participan numerosos grupos de recreación histórica y distintas entidades culturales relacionadas con la historia de Roma o de Mérida. Es asimismo un foro donde compartir y participar en el mosaico de actividades, conferencias y distintos actos.

## Historia

### Antecedentes
A finales del siglo XIX se celebraron ya algunos eventos de recreación romana en Mérida. En 1997 tuvo lugar el festival «Nundinae», que incluía un mercadillo y actos de recreación. Su falta de continuidad fue suplida en 1999 por el festival «Emeritalia».

### Emerita Lvdica
El festival bajo la denominación «Emerita Lvdica» se celebra desde 2010. El grueso de las actividades se llevan a cabo en el entorno del Templo de Diana, pero también se celebran en otros lugares como el pórtico del foro, el Museo Romano, el parque de las Méridas del Mundo, el arco de Trajano, la alcazaba árabe y el anfiteatro, donde se dan lugar luchas de gladiadores. En la edición celebrada en 2016, los grupos de recreación histórica emeritenses que participaron en las jornadas fueron Emerita Antiqva, Ara Concordia, Lvsitania Romana, Lvporvm Celtiberiae LevKoni y Emeritae Lvdvs Gladiatorum.
Desde el año 2014 se celebra dentro del marco del festival la Ruta de la Tapa Romana Sentia Amarantis. Las elaboraciones siguen el libro de recetas De re coquinaria, de Marco Gavio Apicio, como guía de la gastronomía de la época. En la primera edición participaron 22 establecimientos, en la segunda edición celebrada en 2015 participaron 20 establecimientos y en el año 2016 participaron 17 establecimientos.
En 2016 el Ayuntamiento de Mérida asumió la organización del festival, dando un fuerte impulso al mismo. Entre otras medidas, ha promocionado el evento desde 2017 en FITUR.

### Fiesta de Interés Turístico Regional
En 2022 fue declarada fiesta de Interés Turístico Regional de Extremadura  y el Ayuntamiento de Mérida apoya el festival con la designación de uno de sus días como festivo local desde la edición de 2023.
Según datos del consistorio emeritense, en la edición de 2021 participaron 40 000 personas, mientras que a la de 2024 acudieron más de 113 000.
En 2025 se celebra la XV edición del festival, en su denominación actual, del 19 al 25 de mayo.

## Organización
La organización de Emerita Lvdica corre a cargo del Ayuntamiento de Mérida, aunque colaboran el Consorcio de la Ciudad Monumental, el Museo Nacional de Arte Romano, la Dirección General de Turismo de la Junta de Extremadura y la Diputación de Badajoz. También participan activamente en la organización las asociaciones locales recreacionistas y otras procedentes del resto de España, Italia e Inglaterra.
Las asociaciones locales participantes son: 
- Emerita Antiqva
- Ara Concordiae
- Lvporvm Celtiberiae Levkoni
- Collegium Emeritae
- Tanit Divulgación Histórica